# 미국 문학
미국 문학(美國文學, American literature)이란 일반적으로 미국에서 저술된 문학 작품을 가리키지만, 미국 영토 내에서가 아니라 미국 출신 작가가 해외에서 쓴 작품도 미국문학에 속한다.

## 칼뱅주의 및 계몽주의 문학 (1620-1820)

### 초기 문학

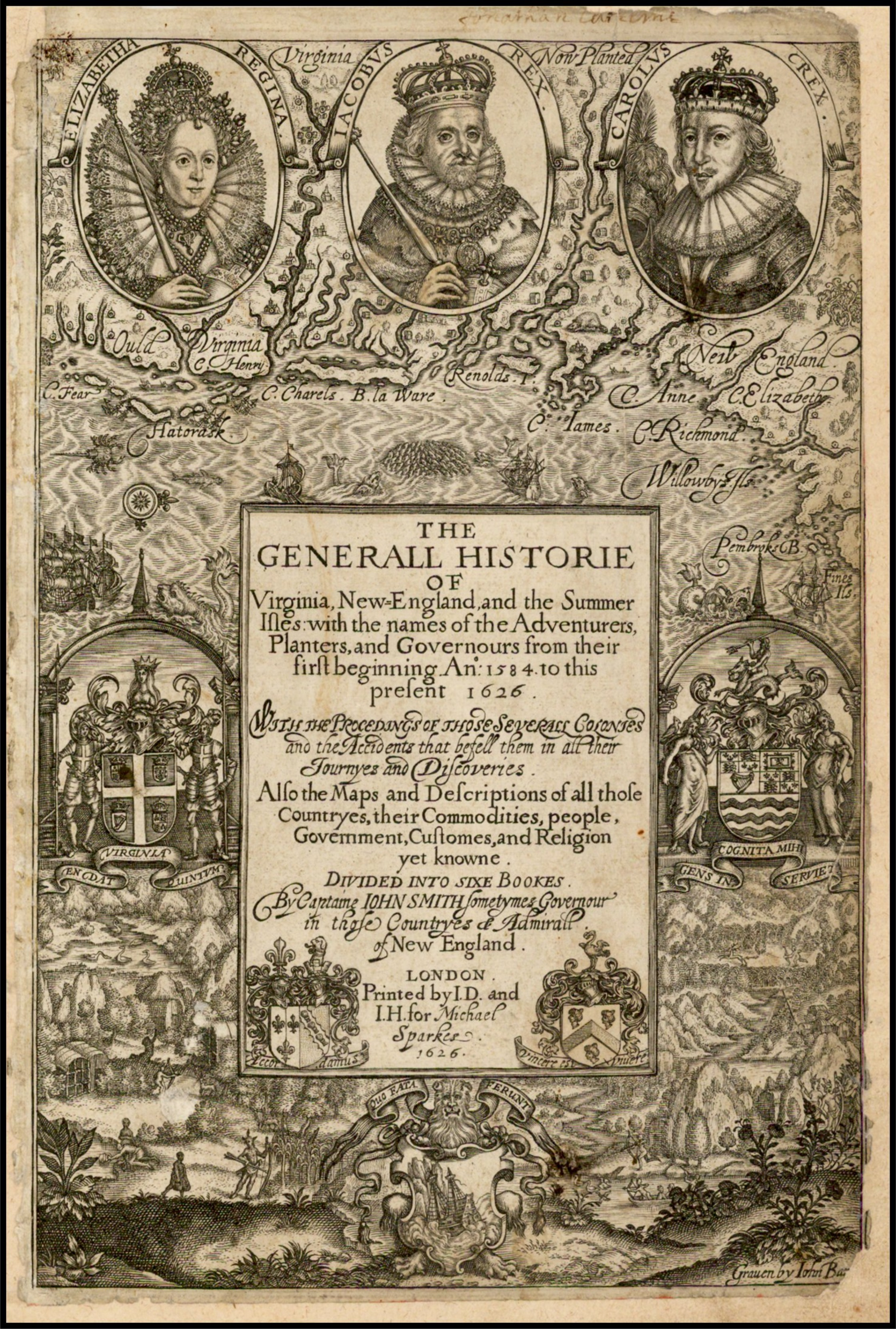
존 스미스의 작품 〈버지니아, 뉴잉글랜드와 서머제도의 역사개관〉, 표지

콜럼버스가 1492년에 미대륙에 상륙한 이후에도, 영국은 오랫동안 이 신대륙에 관심을 보이지 않다가 1607년에 처음으로 버지니아의 제임스타운에 식민지를 건설했고, 버지니아 회사는 이주민들에게 토지를 분배하고 사유재산권을 인정했다. 신대륙 식민지에서 담배 재배가 성공하자 점차 대농장주 중심의 경작이 이루어지게 되었으며 이는 훗날 노예제를 기반으로 한 남부 특유의 봉건적 사회제도로 발전하게 된다. 한편, 뉴잉글랜드에서는 1620년 102명의 "필그림 파더스"라고 불리던 사람들이 매사추세츠주의 해안에 상륙하여 플리머스 식민지를 개척했다. 또 1630년에는 윈스럽의 지도아래 보스턴을 중심으로 매사추세츠 만 식민지를 만들었다. 얼마후 이 식민지와 기존에 건설한 플리머스 식민지가 하나로 통합되었고, 이 통합지역의 거주민들은 존 캘빈의 교리를 신앙의 기초로 하는 청교도 사회를 건설해 갔다. 그들은 또 다음 세대의 지도자를 양성할 목적으로 하버드 대학을 설립했고 출판물의 인쇄를 위해 인쇄소를 개설했다.
그러나 이들 이주민의 대다수는 종교, 경제상의 이유로 신천지를 찾아 바다를 건너온 사람들로서 무엇보다도 식민지의 개척과 생활안정이 필요했기 때문에, 본국의 문학을 바로 미대륙이라는 새로운 토양에 이식시킬 수 없었다. 또한 이들은 아메리카 인디언이라고 불리는 선주 민족에 남아있는 시가에 귀를 기울일 여유도 없었다. 그 결과, 이 시기에는 순수한 의미에서의 미국문학이란 존재하지 않았고, 주로 기록문학, 종교문학 등이 보고문서, 역사서, 설교집, 자서전, 전기문, 일기 등의 형태로 존재하고 있었다.

### 식민지시대
미국 문학의 최초의 등장으로 인정되는 작품은 영국탐험가 존 스미스|스미스(1579-1631)가 제임스타운 식민지의 건설을 기록한 《버지니아의 사정》(A True Relation of Virginia (1608))인데, 역사서로서 높은 가치를 지닌다. 한편, 매사추세츠만 식민지 총독 윈스럽의 일기("Journal")와 편지들, 플리머스 식민지 총독 브래드퍼드(1590-1657)의 《플리머스 식민지에 대해》 등도 귀중한 기록 문학으로 인정되고 있다.
종교 문학에 있어서는, 당대의 청교도 계관시인으로 불리던 위글워스(M. Wiggleworth, 1631-1703)의 시 《심판의 날》이 특히 유명하며, 64년간 목사직에서 종사했던 매더(1663-1728)의 "미국에서의 그리스도의 위업" (Magnalia Christ Americana (1702))는 그의 대표작으로 간주된다. 이신론의 공세에 밀려서 세가 약해졌던 청교도주의는 에드워즈(1703-1758)에 의해서 놀라운 종교부흥의 국면을 맞이하게 되었다. 청교도주의를 체계화한 그의 저술들은 문학적으로도 높은 가치를 지닌다. 에드워즈와 대조적으로 당대 최고의 정치가이자 저술가였던 프랭클린(1706-1790)은 철저한 합리주의자로서 미국사회의 각계 각층에서 활발하고 눈부신 활동을 하여 오늘날 미국식 직업윤리와 물질문명의 기반적 철학과 사상을 제공하는데 큰 역할을 하였다. 그의 "자서전" (Autobiography)은 신학중심의 시대에서 이성과 합리성의 시대로 미국사회가 전환되어가는 시점이었던 당대의 정신사를 보여주고 있다.

### 독립혁명기
제임스타운의 식민지 건설이 시작된 이후, 약 150여년의 세월이 흘러가면서 영국과 식민지 사이에는 여러 가지 반목과 대립이 나타났고, 드디어 독립전쟁이 발발하여 8년간의 전쟁 끝에 1783년에서야 미국의 승리로 끝났다. 이 시기에는 식민지 거주민들의 여론을 자극하고 환기시켜 혁명사상의 고취를 목적으로 하는 저술들이 많이 나왔는데, 가장 크고 중요한 역할을 한 문인은 영국 출신의 페인(1737-1809)이었다. 그는 1776년 1월에 10만 부 이상 팔린 《상식》(Common Sense)을 출간하여 《미국 독립 혁명》의 사상적 중요성을 역설하고, 독립전쟁 중에도 《미국의 위기》 (The American Crisis, 1776-1783)라는 총서를 발행하여 미국민들의 사기와 위세를 진작시켰다. 이 시기에, 프랑스 출신인 생 장 드 크레브쿠르(St. Jean De Crevecoeur, 1735-1813)는 미국사회의 실상을 서간형식으로 묘사한 《어느 미국 농부의 편지》(Letters from an American Farmer, 1782)를 출간하기도 하였다. 한편, 독립전쟁에 참가하여 두 번이나 영국군에게 포로로 잡히기도 했던 시인 프레노(Philip Freneau, 1752-1832)는 미국적인 주제를 처음으로 시에 도입하여 미국의 자연을 노래하고 애국적인 시들을 많이 발표하여 ‘미국독립전쟁의 시인’으로 불리었다.
대체적으로, 이 시대의 미국문학은 영국 고전주의의 모방에 치우친 모습을 많이 드러냈으며 가치있는 순수문학은 아직 활성화되지 않았지만 곧 다가올 미국 낭만주의 문학의 태동을 이미 드러내고 있었다.

### 문학적 과도기

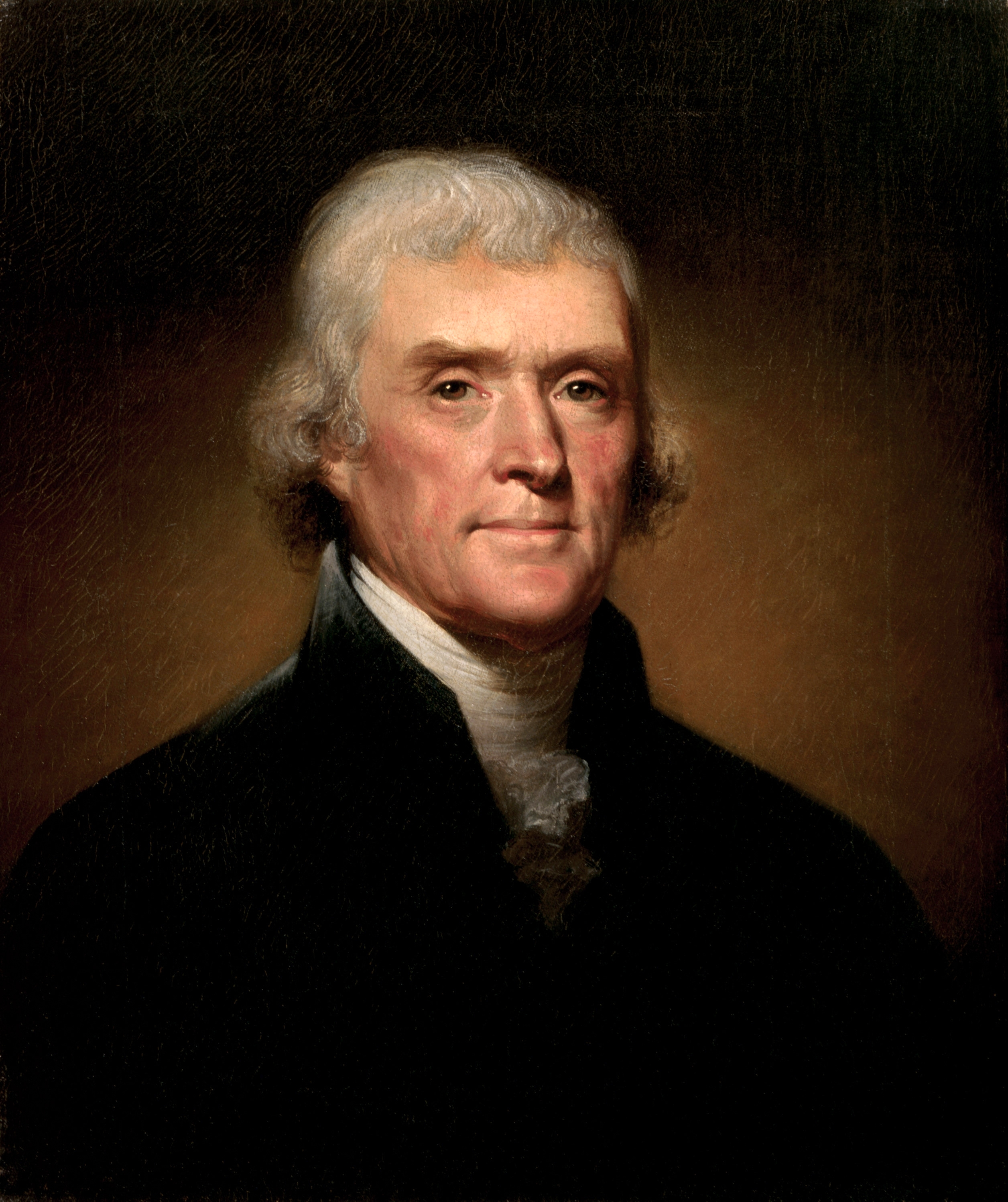
제퍼슨

독립 전쟁이 끝나자, 해밀턴(1755 혹은 1757 - 1804), 매디슨(1751 - 1836)과 존 제이(1745 - 1829)의 《더 페더럴리스트》(The Federalist)라는 수필은 미국 정부의 조직과 공화제 가치에 대한 중요한 역사적인 논쟁을 저술 하였다. 제퍼슨(1743 - 1826)이 쓴 《미국독립선언문》, 그리고 미국 헌법에 대한 영향력, 그 자서전 《버지니아주에 관한 주석》(Notes on the State of Virginia)과 많은 편지 등 초기 미국의 가장 재능있는 작가 중 한 사람으로 그 평가를 굳히고 있다.
에임스(1758 - 1808), 오티스(1725 - 1783)와 헨리(1736 - 1799)도 그 정치적 저작물이나 연설에 중점을 두었다.
새롭게 탄생한 최고 국가의 초기 문학 대다수는 기존의 문학 장르에서 미국의 소리를 직접 찾기 위해 노력하는 과정이었고, 이러한 경향은 소설에 반영되었다. 유럽 형식과 스타일이 미국에 옮겨오면 많은 비평가들은 그들을 열등한 것으로 간주하는 경우가 많았다.

## 낭만주의 및 초월주의 문학 (1820-1865)

### 독창적인 미국 스타일

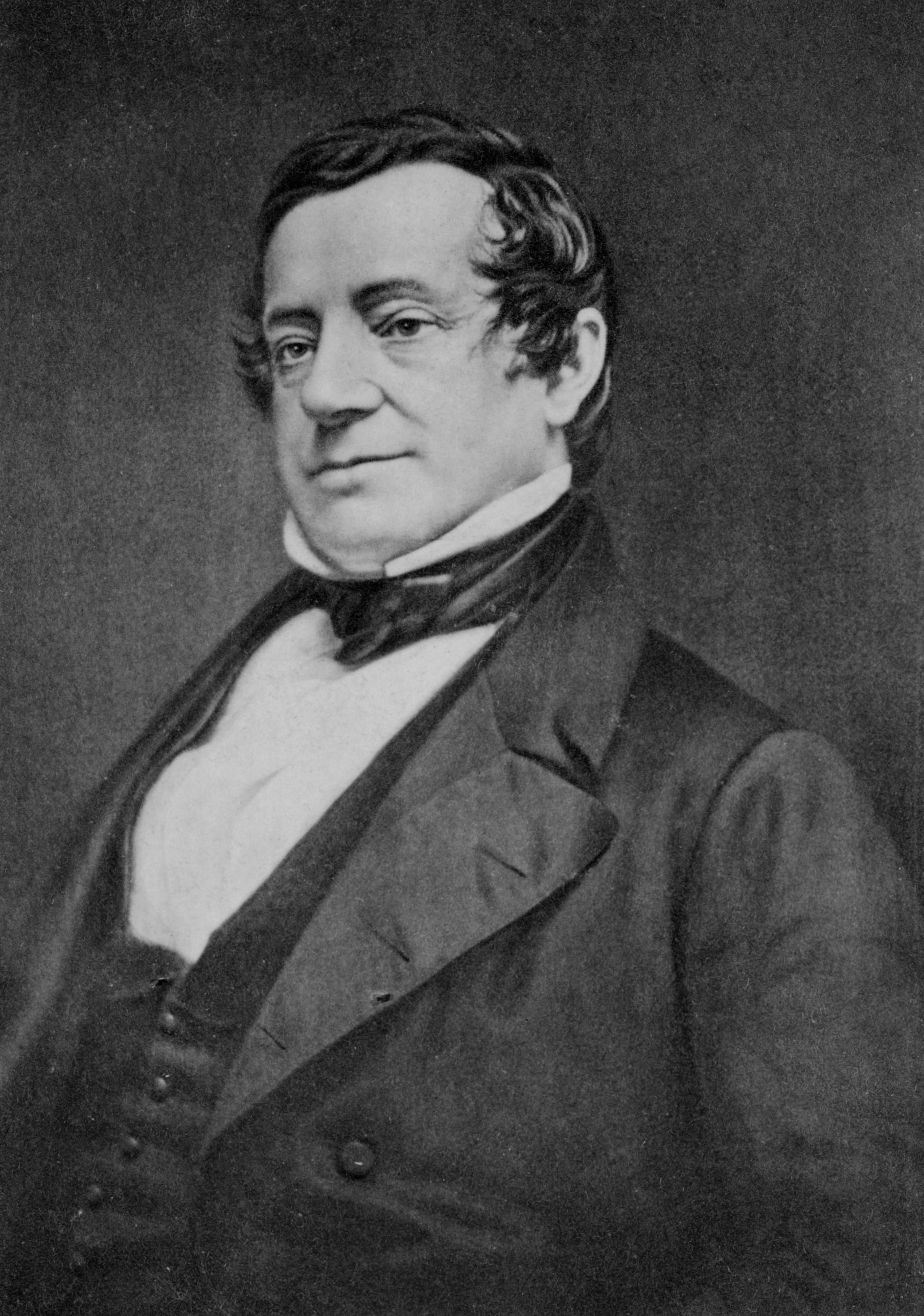
어빙

1783년 《파리 조약》을 거쳐 미국이 영국으로부터 독립을 쟁취하자, 미국인들은 이 정치적 독립에 걸맞은 지적, 정신적 독립을 점차 원하기 시작했고, 새로운 미국문학 창조의 욕구도 이에 따라 활성화되었다. 미국의 낭만주의는 미국식 민주주의에 대한 이상, 미국민 특유의 개척정신, 미국의 자연과 과거, 복음주의 종교 등 주로 미국의 특수한 역사적 상황과 사정에 영향을 받아 자연발생적으로 생겨났는데, 이는 혁명기에 이미 그 싹을 보이고 있었지만 문학사에 있어서 본격적으로 나타난 것은 19세기로 들어선 이후였고, 그 정점은 1830년 - 1830년이었다.
1812년 전쟁과 미국만의 문학과 문화를 만들어 내자는 점점 커지는 욕구로 많은 새로운 핵심 인물들이 등장하였다. 그 중 어빙, 브라이언트, 쿠퍼, 그리고 포가 대표적인 인물이었다.
미국 최초의 전문 직업작가로서 활동한 어빙은 정기간행물 《샐마군디》(Salmagundi)에서 같이 유머러스한 작품과 《뉴욕의 역사, 디트리히 니커보커》(A History of New York, by Diedrich Knickerbocker, 1809)에서와 같이 풍자적인 작품을 썼다. 그는 1819년에 《스케치북》(Sketch Book)을 발표하여 미국 작가로서의 명성을 유럽에 국제적으로 날렸다. 뉴잉글랜드의 대표적 시인으로 유명했던 브라이언트는 초기 로맨틱하고 자연에서 영감을 받은 시를 써냈는데, 다양한 창작과 문예활동에 참가하여 자신의 시를 통해 미국 낭만주의 흐름의 기틀을 잡고 제시하였다. 이것은 유럽의 원류와는 거리가 먼 진화였다. 1832년에 포는 《붉은 죽음의 가면》(The Masque of the Red Death), 《함정과 진자》(The Pit and the Pendulum), 《어셔가의 몰락》(The Fall of the House of Usher), 《모르그 가의 살인 사건》(The Murders in the Rue Morgue) 등과 같은 단편소설을 쓰기 시작했다. 이것들은 숨겨진 인간 심리의 정도를 탐험하고, 미스터리와 판타지 소설의 경계로 진일보한 것이었다. 쿠퍼가 5부작에 걸쳐 발표한 《모히칸 족의 최후》가 포함되어 있는 《네티 범포》(Natty Bumppo)에 대한 가죽스타킹 이야기는 미국과 해외에서도 인기를 얻었다. 그는 그것을 통해 미국 변경지역과 인디언들을 등장시킨 전기적 모험소설을 창조하였다.
뉴잉글랜드의 세바 스미스와 벤자민 P. 쉴라버 그리고 데비 크로켓, 오거스트 볼드윈 롱스트리트, 존슨 J. 후퍼, 토마스 뱅스 토페, 그리고 미국 프런티어에 대해 글을 쓴 조지 워싱턴 해리스 등도 유머러스하고 인기있는 작가였다.
보스톤 브라만(Boston Brahmin)은 하버드 대학과 매사추세츠 캠브릿에 있는 작가단체였다. 핵심 멤버는 제임스 러셀 로웰, 롱펠로 그리고 올리버 웬델 홈즈 시니어 등이 소속되어 있었다.
저명한 문학평론가 F. O. 매티슨(F. O. Matthiessen, 1902-1950)은 저서 《미국의 르네상스》(American Renaissance, 1941)에서 이 시기를 《미국의 르네상스》라고 불렀는데, 이 명칭은 셰익스피어가 활약하던 영국 엘리자베스 여왕 시기의 영국 르네상스에 견주는 미국인의 문화적 자부심이 드러나있다. 미국 문학사에 있어서 낭만주의 시대는 주로 19세기 초에서 남북전쟁(1861-1865)이 끝날 무렵까지를 일컫는다.

### 미국의 낭만주의 문학

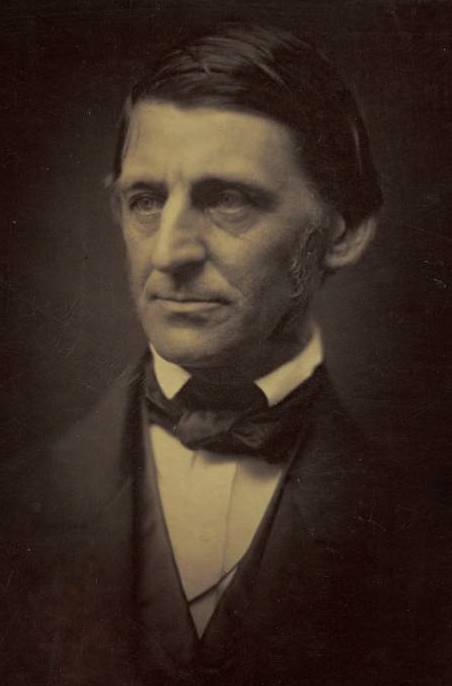
에머슨.

콩코드(Concord)의 철인이라고 불리었던 사상가 에머슨(1803-1882)은 초월주의라는 명칭 아래 그를 중심으로 모인 문인들과 함께 미국 초월주의라는 철학적 조류를 만들고 이끌었다. 1836년 "자연"(Nature) 은 그의 대표적인 작품으로 개인주의의 범신론적 신비주의의 결합과 그 초월적 문학화의 대표적인 사례를 보여주고 있다. 그의 강연문인 "미국학자론" (The American Scholar, 1837)은 당대에 미국의 지적 독립선언으로서 받아들여졌다.
당대의 대표적인 초월주의자였던 소로(1817-1862)는 그의 대표작 《월든》(1854)에서 당대 급부상하던 산업주의, 물질주의에 대항한 적극적인 문학적 시도를 부여주었으며, 정신적인 자연생활의 중요성에 대한 깊이있는 문학적 성찰을 보여주었다. 그의 급진적인 글쓰기는 미국인의 성격에 내재하는 뿌리 깊은 개인주의 성향을 표현하고 있다. 초월주의에 영향을 받은 다른 작가들로는 올컷, 풀러, 리플레이, 브라운슨, 베리가 있다.
미국 낭만주의를 대표하는 포(1809-1849)는시, 단편소설, 추리소설, 평론 등 다방면에서 특출하고 독보적인 문학세계를 그려내었다. 그는 미국 뿐만 아니라 세계문학사의 흐름에 큰 영향을 주었다. 포우는 그의 뒤를 이은 인간 심연의 암흑세계에 대한 문학적, 철학적 통찰을 보여주었으며 이는 호손과 멜빌의 어두운 로맨스 문학에 큰 영향을 주었다. 그의 미와 비정산, 괴기와 공포에 대한 탐구는 후대의 많은 문학가들에게 영향을 주었다.

### 초월주의 문학의 태동

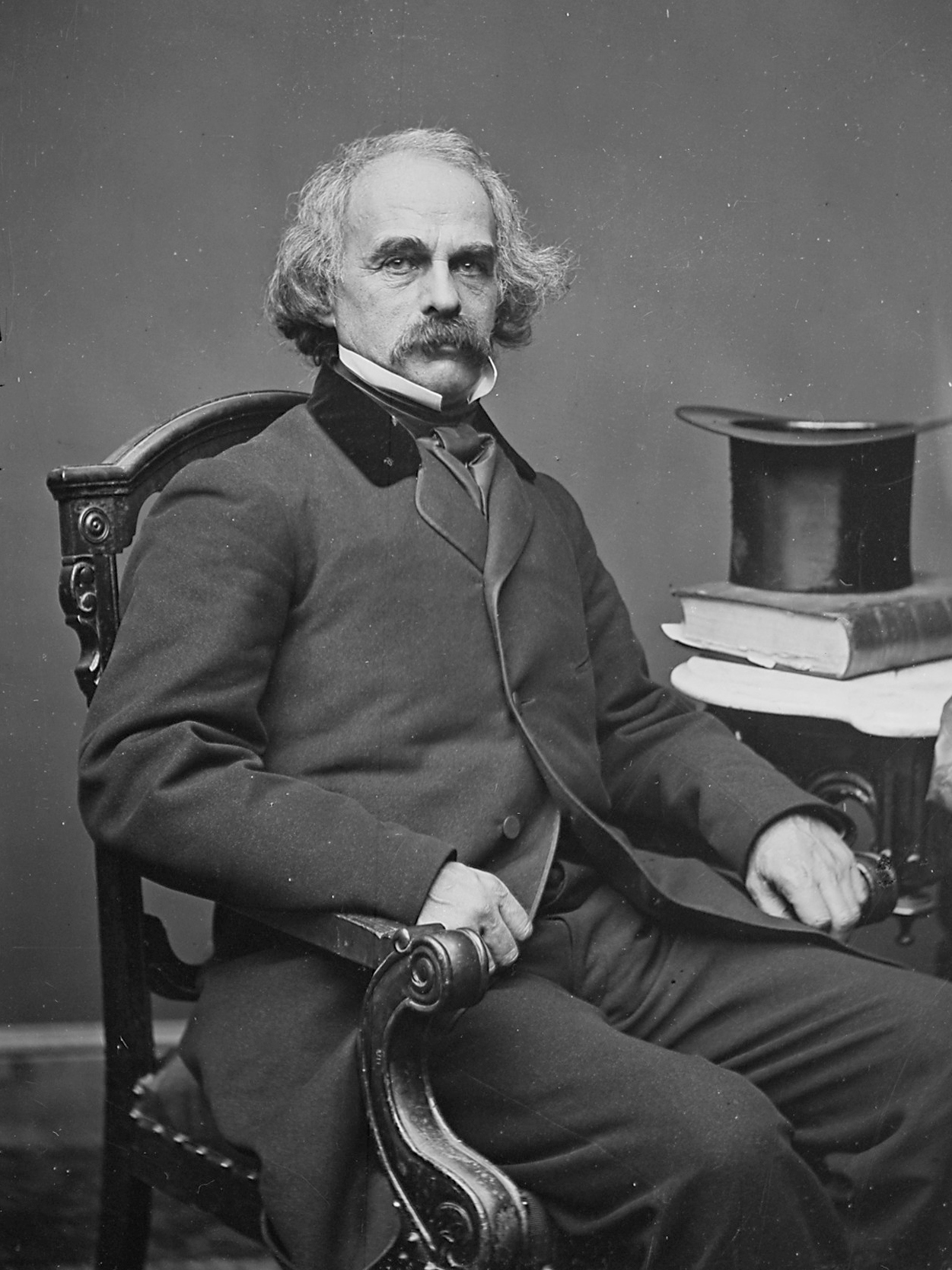
호손.

1850년대 초에 주요 작품들을 발표했던 호손(1804-1864)은 정치적, 사상적으로 지나칠 정도로 낙관주의였던 에머슨의 사상과는 반대로 인간 심연의 암흑의 힘을 탐색하고 문학화하려 하였다. 다양의 심리적 죄의 양상과 갈등의 이면들을 그려낸 그의 단편 소설들과 로맨스들은 미국낭만주의의 정점의 깊은 심연을 드러내었다. 그의 대표작 《주홍글씨》(1850)는 미국의 역사적 무의식의 이면을 파헤치고 있으며 개개인들의 미국사회에서 겪는 도덕적, 정신적 갈등과 깊이의 심연을 깊은 통찰력으로 드러내주었다.
멜빌(1819-1891)은 호손과 더불어 미국이 낳은 가장 위대한 작가중의 한명이지만 그의 생애에서는 결코 미국을 대표하는 작가로 인정받지 못하였다. 공식적인 학교교육을 깊이있게 받지 못한 멜빌은 젊은 시절 남태평양에서의 모험을 문학의 소재로 삼았으며, 폴리네이사 원주민들에게 사로잡힌 실제 경험담을 초도작인 《타이피》(Typee (1846}}로 당시 미국과 영국 독자들의 마음을 사로잡았다. 《모비딕》에서는 고래 사냥을 떠나는 모험은 그런 강박 관념과 악한 본성, 그리고 그러한 요소에 저항하는 인간의 투쟁 등이 매개체가 되었다. 또 다른 걸작 중의 하나인 단편 소설 《빌리 버드》 (Billy Budd)에서는 멜빌이 전쟁 때 배를 타야 하는 의무와 열정에 대한 갈등을 희화화 시킨다. 일단 대중적인 작가로 안착을 하는 듯 보였으나, 그는 점차 역사적, 철학적 주제들을 깊이있게 파고 들어갔으며 다양한 문학 주제와 양식, 형식 등을 과감하게 실험하면서 대중의 인기를 잃어갔다.

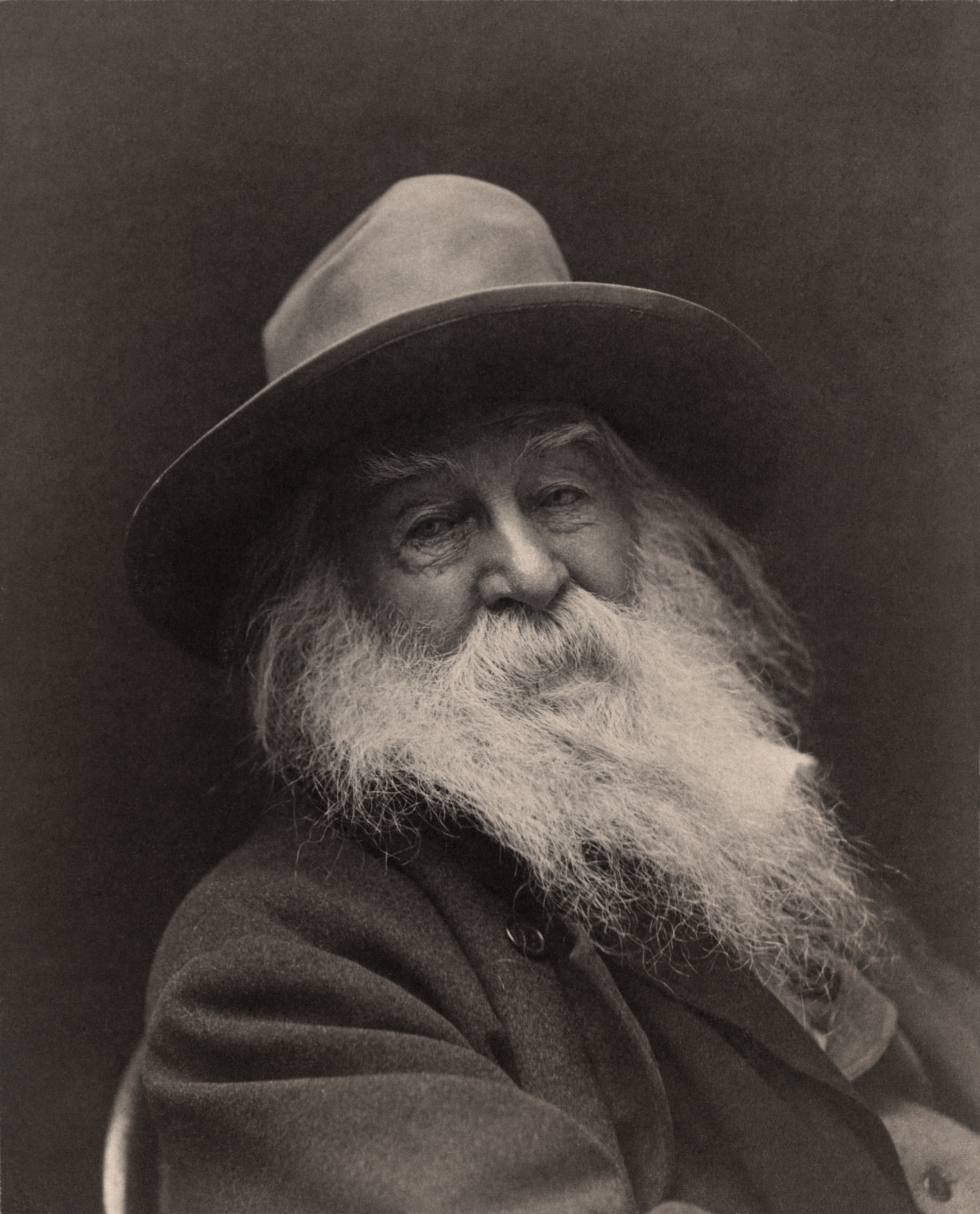
휘트먼, 1856.

휘트먼(1819-1892)은 농부의 아들로 태어났지만 어려서부터 도시생활에 관심을 가지고 문학활동에 참여하였다. 21세가 되기 직전에 그는 맨해튼에서 문예주간지에 글을 기고하며 본격적인 문인활동을 시작하였다. 1848년 여름부터 휘트먼은 뉴욕에서 실험적인 시들을 집필하기 시작하였고 1855년 7월에 이르러 그의 대표작인 《풀잎》 ("Leaves of Grass" (1855)을 발표하였다.

## 사실주의 및 자연주의 문학 (1865-1914)

### 마크 트웨인

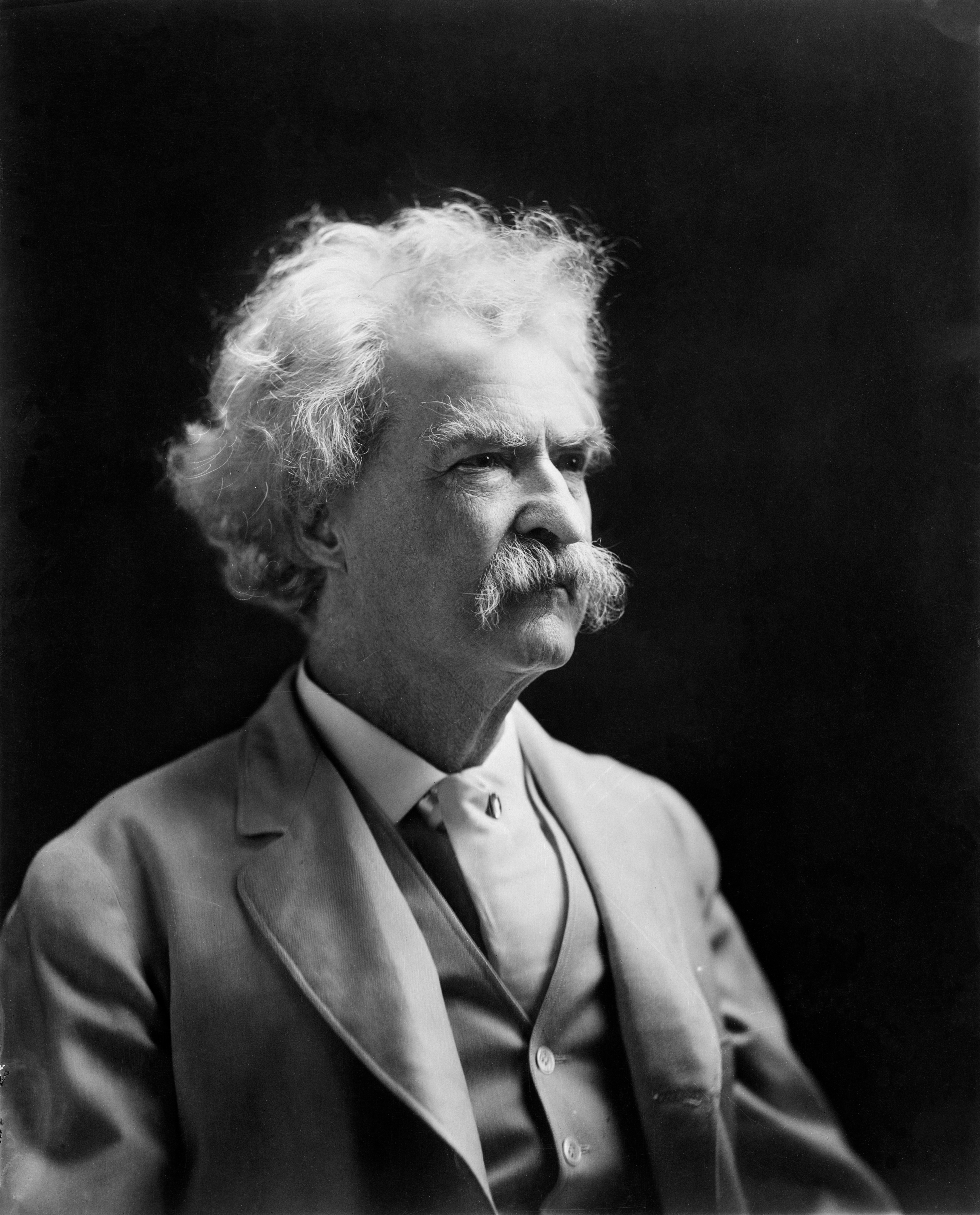
트웨인, 1907.

트웨인(1835 - 1910)은 미국 동부 해안에서 떨어진 미주리주 경계에서 태어난 미국인 작가로는 가장 중요한 인물이었다. 토지를 무대로하는 그의 책 자서전 《미시시피의 삶》(Life on the Mississippi)과 소설 《톰 소여의 모험》과 《허클베리 핀의 모험》이다.  이것이 미국 사람의 언어를 사용하는 방법을 바꾸었다. 그의 등장 인물은 방언과 신조어 및 지역의 억양까지 사용하여 실제 사람처럼 말하고, 분명히 미국 사람처럼 보인다.

### 지역 문학가
그 외 지역차나 방언에 흥미를 가진 작가로서는, 조지 W 케이블(1844 - 1925), 토마스 넬슨 페이지(1853 - 1922), 죠엘 챈들러 해리스(1848 - 1908), 메어리 노아이유 머프리(1850 - 1922, 필명 찰즈 에그버트 크래덕), 새라 온 쥬엣트(1849 - 1909), 메어리 E 윌킨스 프리맨(1852 - 1930), 헨리 커일러 버너(1855 - 1896) 및 오 헨리(1862 - 1910)가 있다.
하우얼스도 《사일러스 레이펌의 출세》(The Rise of Silas Lapham)와 같은 소설과 〈애틀랜틱 먼슬리〉의 편집자 일을 통해 리얼리스트의 전통을 대표하는 사람이었다.

### 제임스
제임스(1843 - 1916)는 구세계 - 신세계에 대해 직접 쓰게 됨으로써 딜레마에 직면했다. 제임스는 뉴욕에서 태어났지만 성인이 된 후 대부분 영국에서 보냈다. 그의 많은 소설들이 미국에 살고 있거나 또는 유럽에 여행하는 것에 집중하고 있다. 제임스의 소설은 그 절제되고, 고급스런 문장과 심리적, 정신적 패턴 분석은 아찔한 경향이 있다. 유럽에 온 매력적인 미국인 소녀를 그린 소설 《데이지 밀러》(Daisy Miller)와 수수께끼 같은 괴담 《나사의 회전》( The Turn of the Screw)은 아직도 접하기 쉬운 작품이다.

## 1~2차 세계대전 사이의 문학 (1914-1945)

### 문학의 사회적 고발

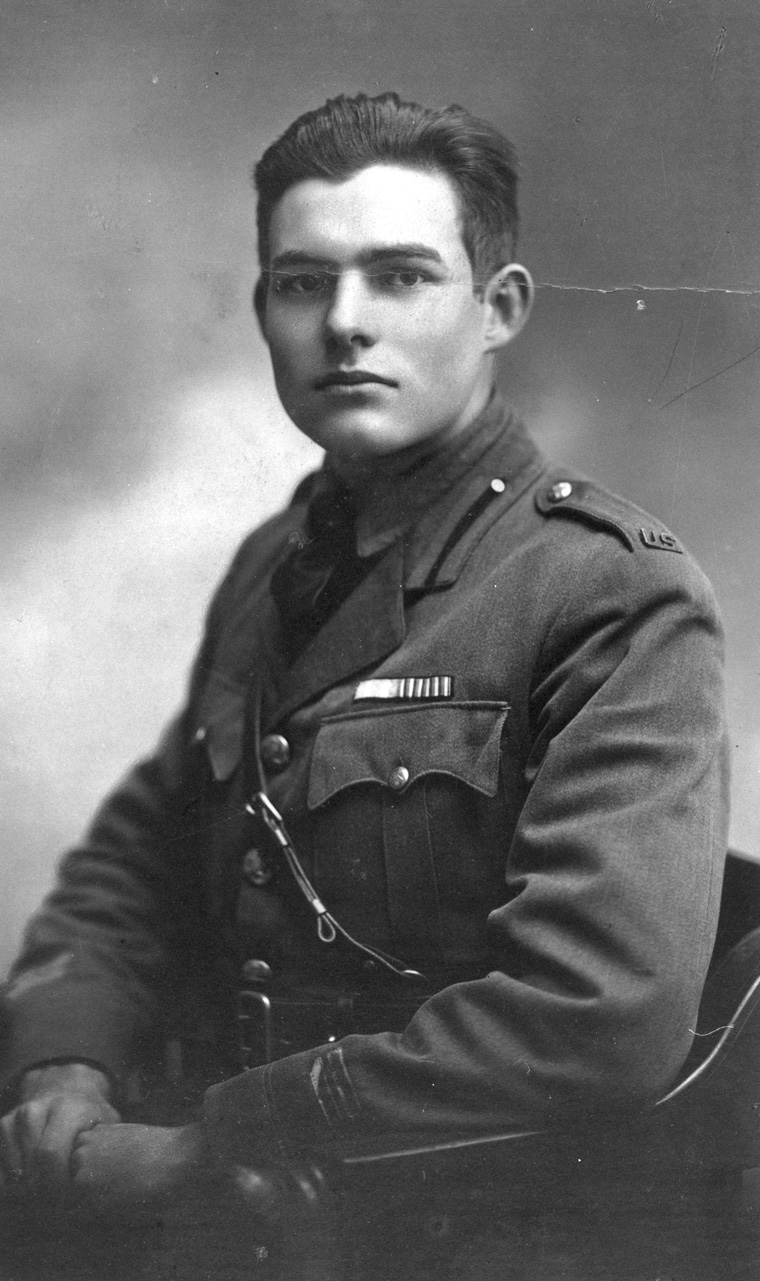
헤밍웨이, 제1차 세계대전의 군복차림

20세기 초에 미국의 소설가는 소설의 사회적인 영역을 상류에서 하류까지 넓혀 나갔다. 때때로 리얼리즘의 성격을 가진 작품도 등장하였다. 워튼(1862 - 1937)은 단편이나 소설에서 그녀가 자란 미국 동부 해안 상류 계급 사회를 관찰했다. 그 걸작 중에서도 《순수의 시대》(1920)는 매력적인 외부인보다, 전통적인 사회에서 수용되는 여자와의 결혼을 선택한 한 남자를 주제로 다루고 있다.
당시 남북 전쟁 소설 《붉은 무공훈장》(The Red Badge of Courage)로 알려진 크레인(1871년 - 1900)는 《거리의 여자 매기》(Maggie : A Girl of the Streets, 1893 )에서 뉴욕 창녀의 생애를 그렸다. 또한 드라이저(1871 - 1945)는 《시스터 캐리》(Sister Carrie, 1900)에서 시카고로 이사를 와서 연인이 될 시골 출신의 젊은 여성을 그렸다. 햄린 갈랜드(1861년 - 1940)와 프랭크 노리스(1870 - 1902)는 자연주의자의 관점에서 미국 농부의 문제 등 사회적 문제에 대해 썼다.
시인 파운드(1885 - 1972)는 아이다호주에서 태어났지만, 성인이 된 후 생애의 대부분을 유럽에서 보냈다. 그 작품은 복잡하며, 때로는 어둡고, 서양과 동양 모두 다른 예술 형태와 광범위한 문학에 여러 번 언급하고 있다. 파운드는 다른 많은 시인, 특히 다른 해외 거주자인 엘리엇(1888 - 1965)에 영향을 주었다. 엘리엇은 상징성 짙은 구조로 진행되는 간결하고, 지성에 호소하는 시를 썼다. 작품 《황무지》(The Waste Land)는 제1차 세계 대전이후 사회를 일그러진 생각이 붕괴되고, 악몽에 시달리는 이미지로 표현 했다. 파운드의 작품을 닮은 엘리엇의 시는 고도로 암시적이고, 《황무지》의 몇몇 시집은 시인 자신에 의해 보충된 각주가 제공되었다. 1948년, 엘리엇은 《노벨문학상》을 수상했다.

### 전후 사회에 대한 환멸

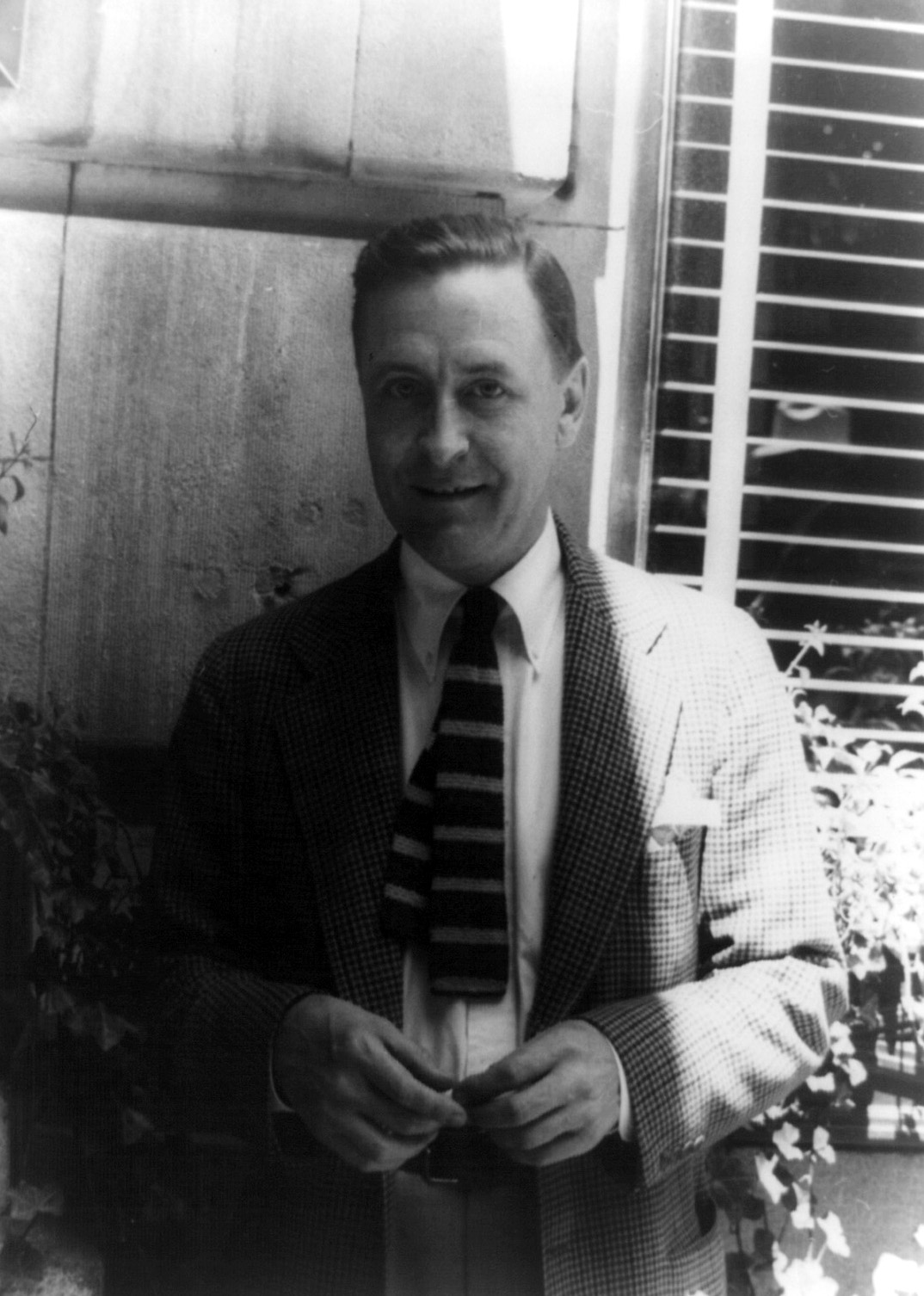
피츠제럴드, 칼 밴 베쿠텐 촬영, 1937년

미국 작가는 제1차 세계대전 이후의 환멸을 표현했다. 피츠제럴드(1896 - 1940)의 단편이나 소설은 1920년대 공허한 기쁨, 굶주리고, 반항적인 분위기를 나타내고 있다. 피츠제럴드의 특징적인 주제는 《위대한 개츠비》를 통렬하게 표현되고 있으며, 젊은이의 금빛 꿈이 실패와 좌절 속에서 사라져가는 분위기를 표현한 작품이다. 피츠제럴드는 또 20세기 초 사회적 압력으로 심하게 위협받던 자유사회의 통합, 좋은 정부와 평화 등 미국독립선언에 담겨 있던 미국의 중요한 이상이 붕괴된 것도 표현하였다.
루이스(1885 -1951년, 1930년 노벨문학상)와 앤더슨(1876 - 1941)도 미국 생활을 비판하는 소설을 썼다. 파소스(1896 - 1970)는 전쟁을 배경으로 대공황까지 연결된 이야기인 《미합중국 3부작》을 썼다.
헤밍웨이(1899 - 1961)는 제1차 세계대전의 앰불런스 운전기사로서 폭력과 죽음을 가까이에 체험하였고, 대학살에 의해서 추상적인 말이 가장 공허하고 사람을 유혹하는 것이라고 확신했다. 그는 작품에서 불필요한 말을 제거하고, 문장 구조를 단순화시켜, 구체적인 대상과 행동에 집중시켰다. 압력 아래에서의 우아함을 강조하는 도덕률을 충실하고, 그 주인공은 강하고, 과묵한 남자이지만, 여성은 약간 어색한 면이 많다. 《태양은 다시 떠오른다》(The Sun Also Rises), 《무기여 잘 있거라》는 그의 걸작 중의 하나로 손꼽힌다. 헤밍웨이는 1954년에 노벨문학상을 수상했다.

### 대공황 시대의 문학

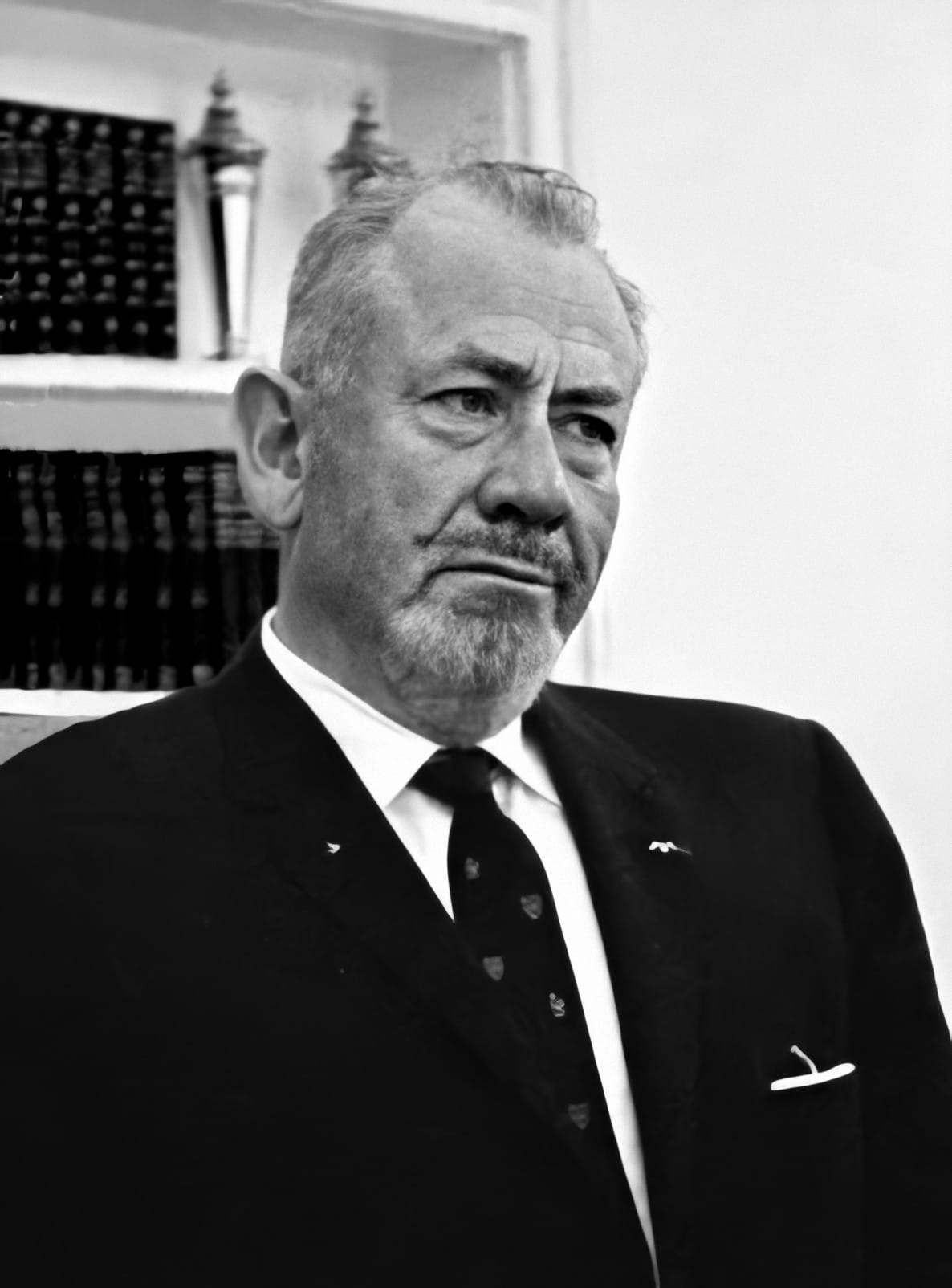
스타인벡

대공황 시대의 문학은 그 사회 비판에서 있어 직접적이고, 노골적이었다. 스타인벡(1902 - 1968 )은 캘리포니아주 살리나스에서 태어나 그곳을 많은 소설의 무대로 등장시켰다. 그 스타일은 단순하고, 시사적인 면이 많아 독자의 공감을 불렀일으켰지만, 비평은 그렇지 않았다. 스타인벡은 종종 가난한 노동자 계급과 착실하고 정직한 삶을 위한 투쟁적인 글을 썼다. 그는 그 당시의 가장 사회 의식을 투철하게 가진 작가였다. 그의 걸작으로 평가되는 작품인 《분노의 포도》는 오클라호마주 출신으로 더 나은 삶을 찾아 캘리포니아로 이주하는 가난한 가족 죠의 가정의 그린 강한 사회 지향적 소설이다. 이외에도 《토틸라 마을》(Tortilla Flat), 《생쥐와 인간》(Of Mice and Men) 《캐너리 로》(Cannery Row)와 《에덴의 동쪽》 등을 썼다. 스타인벡은 1962년 노벨상을 수상했다. 무산 계급파의 일부로 간주되는 다른 소설가로 너새니얼 웨스트(1903 - 1940), 올리브 티르포드 다간(1869 - 1968), 톰 크로마(1906 - 1969), 로버트 캐트웨르(1908 - 1978)와 에드워드 앤더슨이 있었다.
밀러(1891년 - 1980)가 파리에 쓰고, 간행했던 반자전적 소설이 미국에서 판금되었을 때, 1930년대의 미국 문학계에서 특이한 존재가 되었다. 주요 작품으로 《북회귀선》(Tropic of Cancer)과 《어두운 봄》(Black Spring)은 1962년까지 미국 내에서 판매와 출판을 허용하지 않았다. 그러나 이 시점에서 이미 그 주제와 스타일 혁신은 미국의 다음 세대의 작가들에게 큰 영향을 끼쳤다.

## 2차 세계대전 전후의 문학 (1945-1970)

### 미국의 모더니즘 문학

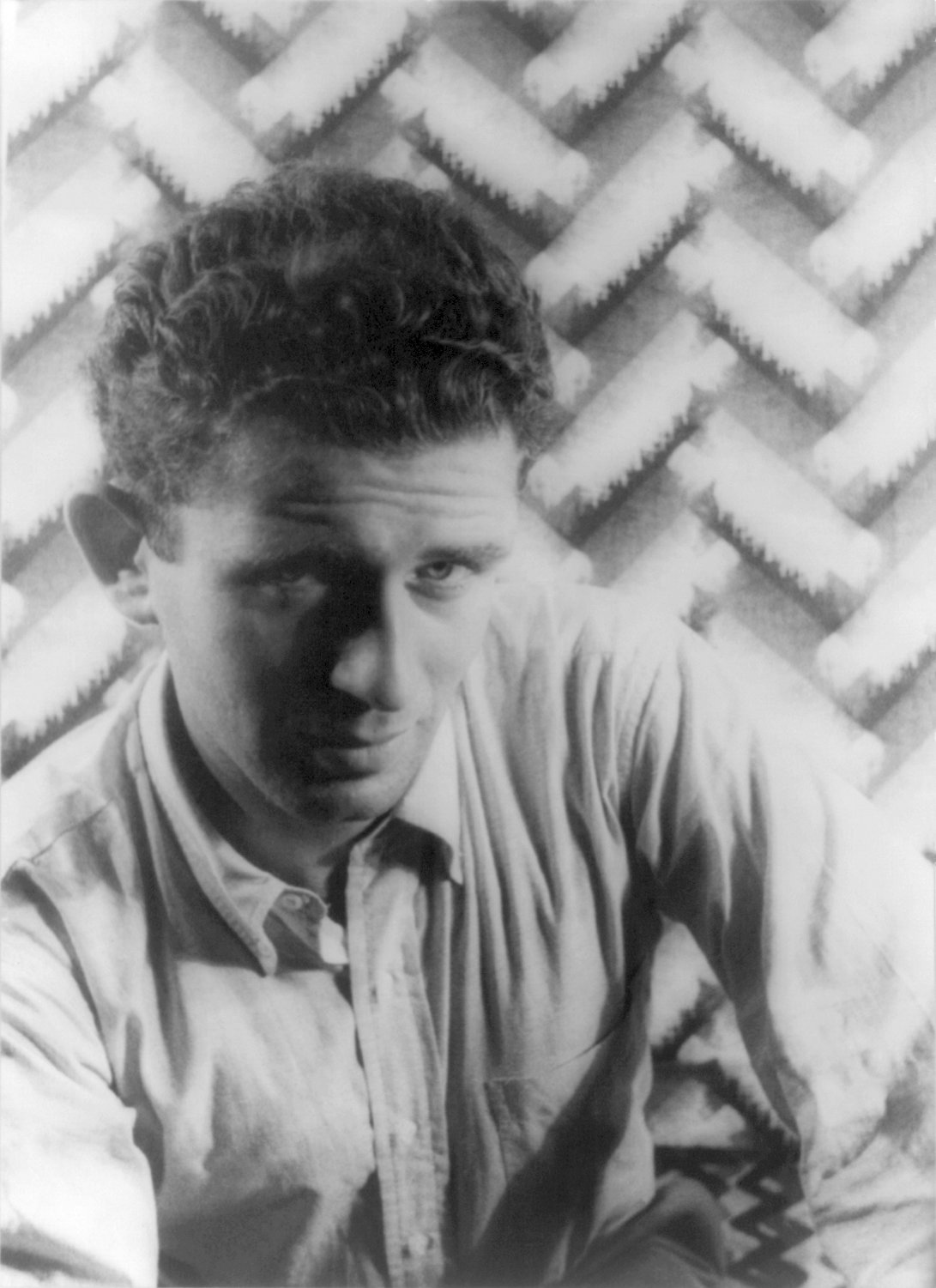
메일러, 칼 밴 벤첸 사진, 1948

제2차 세계대전이 끝나고, 대략적으로 1960년대 후반이나 1970년대 전반까지의 시대는 미국사 중에서도 가장 인기 있는 몇 편의 작품이 출판된 시기였다. 보다 현실적인 모더니즘 문학의 마지막 몇사람과 함께 폭넓게 낭만주의 문학이 이 시대를 지배하였고, 미국이 제2차 세계대전에 관련되었었기 때문에 직접적인 관심으로 그들에 주목해야 할 큰 영향을 주었다.
캐나다 태생이자, 시카고에서 자란 벨로(1915 - 2005)는 제2차 세계대전 후의 수십 년간에 가장 영향력 있는 미국의 소설가가 되었다. 《오기 마치의 모험》(The Adventures of Augie March)이나 《비의 왕 핸드슨》(Henderson the Rain King)이라는 작품으로, 벨로는 미국 도시의 생생한 모습과 거기에 사는 전형적인 사람들을 그렸다. 벨로는 1976년에 노벨문학상을 수상했다.
샐린저(1919 - 2010)의 《아홉 이야기》(Nine Stories)와 《호밀밭의 파수꾼》에서, 플래스(1932 - 1963)의 《종 항아리》(The Bell Jar)까지 미국의 광기는 국민 문학 표현의 최전선에까지 나타났다. 《롤리타》를 썼던 나보코프(1899 - 1977)와 같은 이민 작가가 그 주제로 대두되었고, 거의 같은 시기에 비트닉(Beatnik)은 동양적인 관념이나 기분전환용 마약에 대해 그림으로써 그들 자신만의 스타일과 톤을 개발함으로써 그들의 부모세대인 잃어버린 세대와는 다른 길을 걸어갔다.

### 반체제적 리듬의 문학
비트 세대의 시와 소설은 대부분 뉴욕 컬럼비아 대학 주변에 형성된 지식인 서클에서 태어나 이후 샌프란시스코에서 정립되어 시대의 것이 되었다. '비트'라는 말은 동시에 재즈 신의 반체제 문화적인 리듬에 사용되어 전후 사회의 보수적인 스트레스에 대한 반항적 의미뿐 아니라 약물, 알코올, 철학과 종교, 특히 선(禪)을 통한 새로운 형태의 영적인 체험의 관심사에도 사용되었다. 긴즈버그(1926 - 1997)는 휘트먼류의 작품인 시 '하울'(Howl)에서 "나는 광기에 의해 파괴된 내 세대의 최고의 마음을 보았다"로 시작하여 이 운동의 분위기를 결정했다. 이와 동시에 그의 친구인 케루악(1922 - 1969)은 비트의 '들떠서 돌고, 너글너글하고 변덕스러운 생활양식'을, 많은 작품 중에서도 걸작으로 손꼽히는 가장 인기 있던 소설 《길 위에서》로 기념 하였다.
특히 제2차 세계대전 후의 전후시대에 전쟁 소설에 대해 미국에서는 문학적인 폭발이 있어났다. 메일러(1923 - 2007)의 《벌거벗은 자와 죽은 자》(The Naked and the Dead, 1948), 헬러(1923 - 1999)의 《캐치-22》(1961) 및 보니것(1922 - 2007)의 《도살장 5》(Slaughterhouse-Five, or The Children’s Crusade, 1969) 등의 작품이 잘 알려져 있다. 바버라 가슨(1941 - )이 쓴 《맥버드》(MacBird)는 전쟁의 어리석음을 백일 하에 노출한 또 하나의 작품으로 여겨졌다.

### 전후 미국 문학의 지평
대조적으로 업다이크(1932년 -)는 미국 생활에서 보다 목가적인 면으로 부를 수 있는 것을 발표하여 조용하지만 파괴적인 문체로 다가섰다. 1960년에 발표한 《달려라 토끼》(Rabbit, Run)는 그 성격 묘사와 미국 중산층의 생활상을 자세히 그렸으며, 발표와 동시에 새로운 지평을 열었다. 그 서술에 현재 시제를 사용한 최초의 소설 중의 하나로 여겨지기도 했다.
앨리슨(1914 - 1994)의 1953년작 소설인 《투명인간》(Invisible Man)은 종전 후의 세상을 깜짝 놀라게 한 가장 힘있는작품으로 바로 인정을 받았다. 이 소설은 북부 도시에 사는 흑인의 이야기이며, 당시 국내적으로 일반적으로 억압되었던 인종문제를 노출하여, 실존적인 성격 묘사를 하여 성공을 거두었다.
오코너(1925 - 1964)도 트웨인과 같은 미국 문학사에서 선도적인 작가들이 중요시 여겼던 미국 문학의 "남부"라는 주제를 개척하고 발전시켰다. 그 작품은 《현명한 피》(Wise Blood, 1952)과 《폭력이 그것을 끌고 갔다》(The Violent Bear It Away, 1960), 《오르다 보면 한곳에 모이게 마련》(Everything That Rises Must Converge) 등은 가장 잘 알려진 단편이다. 그의 사후 1965년에 간행된 《오코너 단편집》이 있다.

## 미국의 포스트 모더니즘 문학 (1970-현재)

### 현대 미국 소설
1970년대 초반부터 현재까지 가장 잘 알려진 문학 분야는 포스트 모더니즘이지만, 그 호칭은 다양한 이견이 있다.
오늘날 현대 미국 소설을 대표하는 작가로는 카버(1938 - 1988), 로스(1933 -), 매카시(1933 -) 등이 있다. 예를 들어 William S. Burroughs (1914-1997)는 과학 소설, 탐정 소설, 서양을 사용한다. Giannina Braschi (1953-) 는시, 광고, 뮤지컬, 선언 및 드라마를 믹스한다.

## 노벨문학상을 수상한 미국인
- 1930년　싱클레어 루이스
- 1936년　유진 오닐
- 1938년　펄 벅
- 1949년　윌리엄 포크너
- 1954년　어니스트 헤밍웨이
- 1962년　존 스타인벡
- 1976년　솔 벨로
- 1978년　아이작 싱어
- 1987년　조지프 브로드스키
- 1993년　토니 모리슨
- 2016년 밥 딜런

## 같이 보기
- 영국 문학
- 미국 남부 문학